# Роман Михайлович (князь василевский)
Роман Михайлович  — живший в середине XII века князь василевский и красненский. Внук великого князя Киевского Вячеслава Владимировича.
Единственное известие о Романе сохранилось в Ипатьевское летописи. Под 6673 (1165) годом сообщается, что Давыд Ростиславич (сын великого князя Ростислава Мстиславича), сел в Витебске, а «Романови Вячеславлю внуку» Ростислав дал «Василевъ и Краснъ». Эти города относят к Смоленской земле, но точное их расположение не определено.
У великого князя Вячеслава Владимировича известен только один сын — Михаил, умерший в 1129 году. Вероятно, именно он и был отцом Романа. Великий князь Ростислав приходился Роману двоюродным дядей.